# Ibn Qurqūl
Ibn Qurqūl (ابن قرقول), de son nom complet Abū Isḥāq Ibrāhīm ibn Yūsuf ibn Ibrāhīm ibn ʿabdallah ibn Bādīs ibn al-Qāʾid al-ḥamzī (أبو إسحاق إبراهيم بن يوسف بن إبراهيم بن عبدالله بن باديس ابن القائد الحمزي) (1111-1174) est un théologien d'Al-Andalous qui fut actif dans la péninsule ibérique et au Maroc.

## Biographie
Sa vie est mal connue.
Il est notamment l'auteur de l’Étude minutieuse de la révélation authentique (arabe : مطالع الأنوار), ouvrage inspiré de la Lumière de l'aube sur la révélation authentique (arabe : مشارق الأنوار) du cadi Ayyad dans lequel Ibn Qurqūl « analyse les problèmes lexicaux résultant des textes canoniques des hadiths d'al-Bukhari et de Muslim ibn al-Hajjaj ». Seule la troisième partie de l'ouvrage, de la lettre ʿayn (ع) à la fin de l'alphabet (ي), est conservée.